# گتو برست
گتو برست (به لهستانی: getto w Brześciu nad Bugiem) از جمله گتوهای نازی در بلاروس غربی بود که شش ماه پس از یورش نیروهای آلمانی به اتحایه شوروری در ژوئن ۱۹۴۱ گشایش یافت. کمتر از یک سال پس از گشایش گتو، در حوالی ۱۵–۱۸ اکتبر ۱۹۴۲، بیشتر بالغ بر ۲۰٬۰۰۰ یهودی برست به قتل رسیدند؛ ۵٬۰۰۰ تن از آن‌ها در دژ برست به فرمان کارل ابرهارت شونگارت اعدام شدند، باقی نیز توسط قطارهای هولوکاست و تحت لوای «استقرار دوباره» به جنگلی دورافتاده در کوهستان برونا فرستاده و در آنجا پاکسازی شدند.

## پیش‌زمینه
پیش از جنگ جهانی دوم، Brześć nad Bugiem که امروزه برست در بلاروساست، پایتخت استان پولشه در جمهوری لهستان (از ۱۹۱۸ تا ۱۹۳۹) با جمعیتی فعال از یهودیان بود. در طی بیست سال استقلال لهستان، از مجموع ۳۶ مدرسه کاملاً جدید تأسیس شده در این شهر، ده مدرسه دولتی و ۵ مدرسه خصوصی یهودی افتتاح شدند که زبان‌های ییدیش و عبری در آن‌ها زبان آموزشی بود. نخستین مدرسه یهودی در تاریخ برست تقریباً بلافاصله پس از به استقلال رسیدن دوباره لهستان در سال ۱۹۲۰ باز شد. در ۱۹۳۶، یهودیان ۴۱٫۳ درصد از جمعیت برست، برابر با ۲۱۵۱۸ شهروند، را تشکیل می‌دادند. حدود ۸۰٫۳ درصد از شرکت‌های خصوصی متعلق به یهودیان بود. پیش از جنگ جهانی اول، برست (که آن هنگام به نام برست-لیتوفسک شناخته می‌شد) به دنبال تجزیه لهستان صد سال زیر حاکمیت امپراتوری روسیه بود، و کلیه فعالیت‌های تجاری تا حد زیادی به حاشیه رانده شده بودند.
برست-لیتوفسک در ۲۰ مارس ۱۹۲۳ در جمهوری دوم لهستان به «Brześć nad Bugiem» تغییر نام داد. درست پیش از آغاز جنگ جهانی دوم، در بازار برست در ۱۵ مه ۱۹۳۹ شورشی ضدیهودی رخ داد. برخی از منابع یهودی آن را به عنوان شورشی از سوی جمعیت لهستانی دسته‌بندی می‌کنند، اگرچه بلاروسی‌های محلی ۱۷٫۸ درصد از جمعیت را تشکیل می‌دادند، و همچون اوکراینی‌ها و روس‌های محلی، در میان جوانانشان نوعی جنبش ملی‌گرایانه را تبلیغ می‌کردند.

## تاریخچه گتو

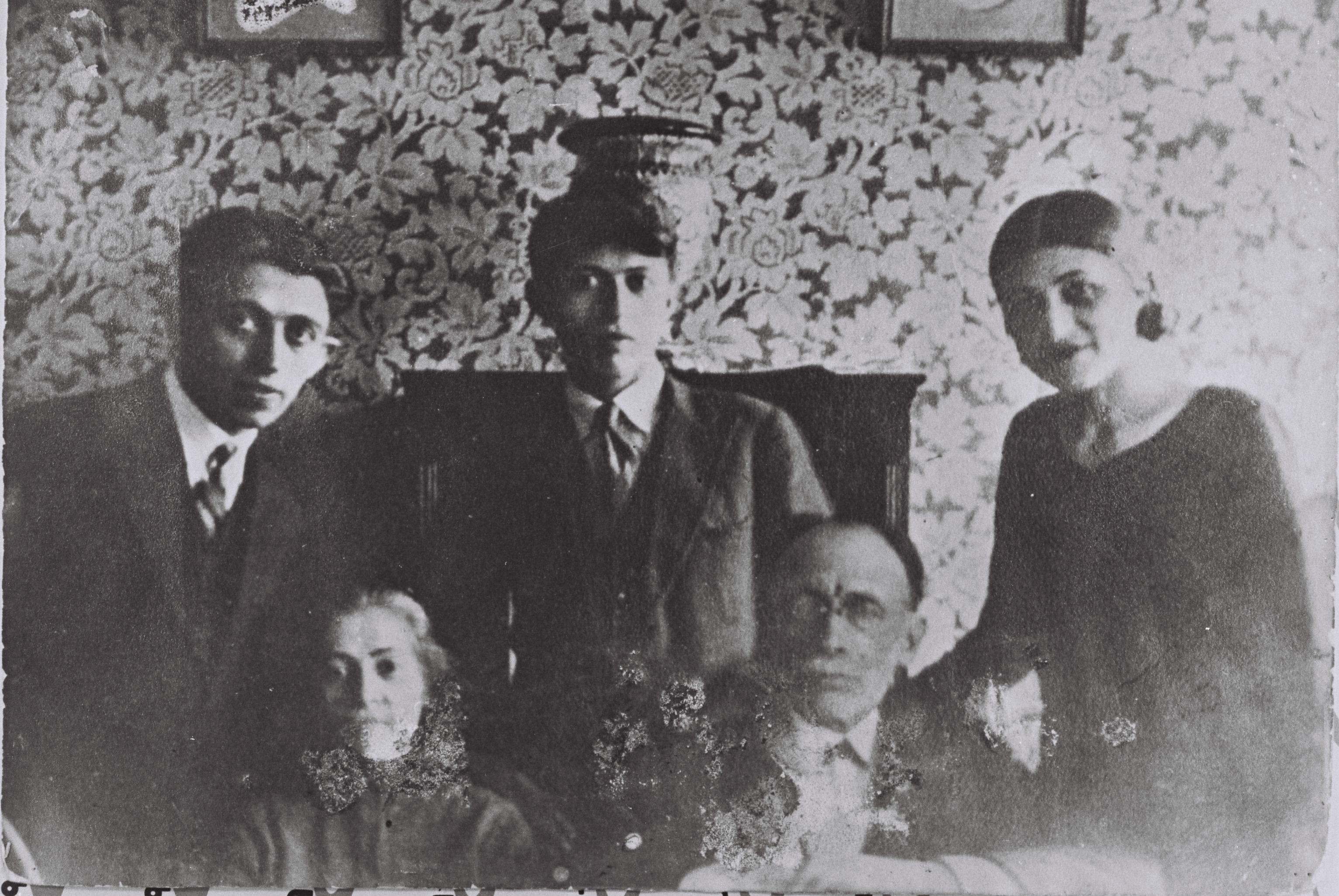
خانواده بگین از جامعه یهودی برست-لیتوفسک. سه تن از ایشان از هولوکاست جان سالم به در نبردند.

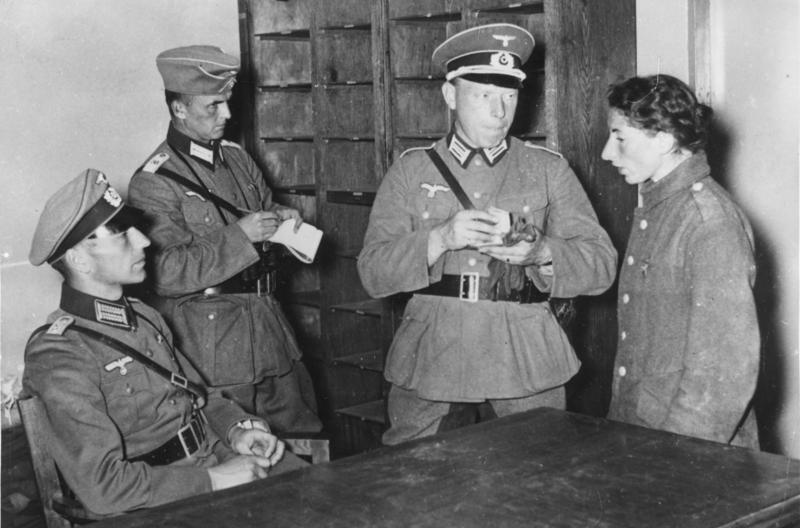
زنی یهودی به نام بایلا گلبلونگ در گتو توسط نیروهای آلمانی دستگیر و بازجویی می‌شود.

در سپتامبر ۱۹۳۹ و در جریان تهاجم آلمان و شوروی به لهستان، شهر برست توسط نیروهای آلمانی گرفته شد و در هنگام رژه نظامی آلمان و شوروی در برست-لیتوفسک در ۲۲ سپتامبر ۱۹۳۹ به روس‌ها تحویل داده شد. کل استان در اندک زمانی به دنبال انتخاباتی نمایشی توسط پلیس مخفی NKVD، که در میان مردم محلی فضای ترس و وحشت ایجاد کرده بود، به اتحاد جماهیر شوروی منضم شد. در پی آن، تبعیدهای دسته‌جمعی لهستانی‌ها و یهودیان به سیبری آغاز شد.
نیروهای مسلح آلمان در ۲۲ ژوئن ۱۹۴۱ عملیات بارباروسا را علیه اتحاد جماهیر شوروی آغاز کردند و برست در همان روز نخست عملیات به دست آن‌ها افتاد. در ۲۴ ژوئن ۱۹۴۱، یک گروه ۱۵ نفری زیخرهایتس‌پولیتزای، به فرماندهی SS-Untersturmführer اشمیت، وارد برست شد. در ۱۶ دسامبر ۱۹۴۱، آلمانی‌ها برست را تحت مدیریت رایخس‌کومیساریات اوکراین قرار دادند و برای حدود ۱۸۰۰۰ یهودی لهستانی، گتویی در این شهر ایجاد کردند. در ۱۰ تا ۱۲ ژوئیه ۱۹۴۱، آینزاتس‌گروپ آلمانی تحت فرماندهی اس‌اس-اوبرگروپنفورر کارل ابرهارت شونگارت ۵۰۰۰ یهودی را، شامل پسران ۱۳ ساله و پیرمردهای ۷۰ ساله، در یک شب به قتل رساندند.] گردان‌های پلیس نظم که از برست و بیاویستوک گذر می‌کردند، اقدام به تیراندازی‌های به مراتب بزرگتری کردند. به نوشته کریستوفر براونینگ، «نخستین کشتار یهودیان برست نه توسط آینزاتس‌گروپن بدنام بلکه توسط گردان پلیس ۳۰۷ با پشتیبانی ورماخت، در اواسط ژوئیه، به دستور رئیس پلیس نظم هیملر، کورت دالوگه انجام شد.»

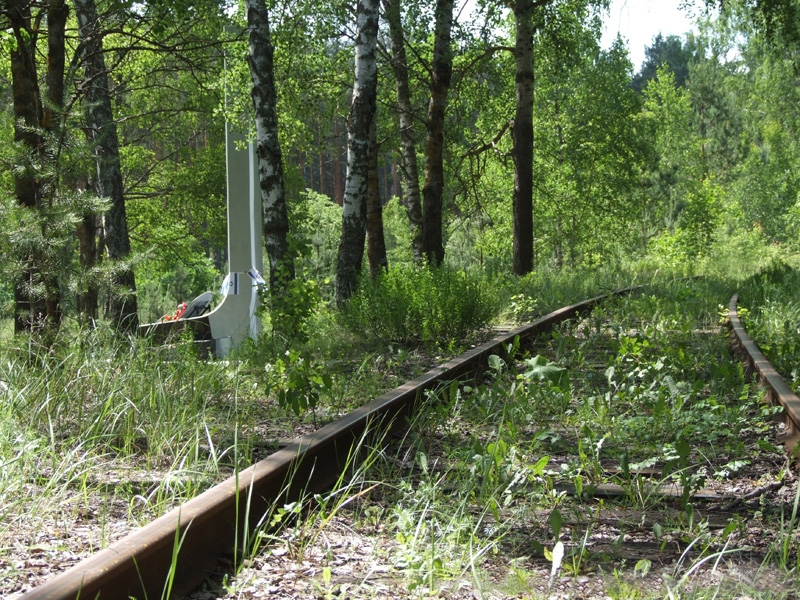
خط راه‌آهنی قدیمی در نزدیک کوهستان برونا، بلاروس امروزین. نشان وسط تصویر نمایشگر محل وقوع کشتار دسته‌جمعی یهودیان گتو برست (و دیگر یهودیان گتوهای اطراف) است.

در اوت ۱۹۴۱، آلمانی‌ها از یهودیان برست مبلغ ۲۶ میلیون روبل پول نقد و دیگر اشیای قیمتی خراج گرفتند.
در ۱۵ اکتبر ۱۹۴۲، یهودیان به منظور «بازاستقرار» به‌صف کشیده شدند و در گودال‌های اعدام در شمال شرقی شهر در جنگل کوهستانی برونا (برونا گورا) به قتل رسیدند. چند صد یهودی، شامل ناتوانان، پلیس‌های یهودی، کارکنان بیمارستان، کودکان در کودکستان و افراد سالمند ساکن خانه بازنشستگان، در خود گتو کشته شدند. در طی ۲ روز، حدود ۱۶۰۰۰ تن کشته شدند. دو سازمان مقاومت که توسط یهودیان در اردوگاه تشکیل شده بودند، با نام‌های «آزادی» و «انتقام»، تلاش کردند تا در حین برچیدن گتو به آلمان‌ها حمله کنند تا بتوانند با ایجاد عملیات انحرافی، یهودیان بتوانند از گتو فرار کنند. این نقشه‌ها توسط آلمانی‌هایی که از این برنامه‌ها مطلع شده بودند، خنثی شد.
برخی از یهودیان موفق شدند با پنهان شدن جان خود را در جریان برچیده شدن گتو نجات دهند. پلیس محلی متشکل از لهستانی‌ها و همچنین بلاروسی‌ها و اوکراینی‌ها برای یافتن یهودیان پنهان‌شده به‌طور منظم جستجو می‌کردند. یهودیان دستگیر شده یا توسط پلیس تیرباران شده، یا به زندان فرستاده می‌شدند. حدود ۳۰۰ تا ۴۰۰ یهودی اسیر و نگهداری شده در زندان بعدها با قطار به براناویچی منتقل شدند.